# Monastère troglodyte de Bakhtchyssaraï
Le monastère troglodyte de Bakhtchyssaraï ou monastère des grottes d'Ouspensky, est un bâtiment religieux en Crimée. Fondé au XVe siècle il se trouve à Bakhtchissaraï. Il appartient à l'Église orthodoxe ukrainienne de Crimée.

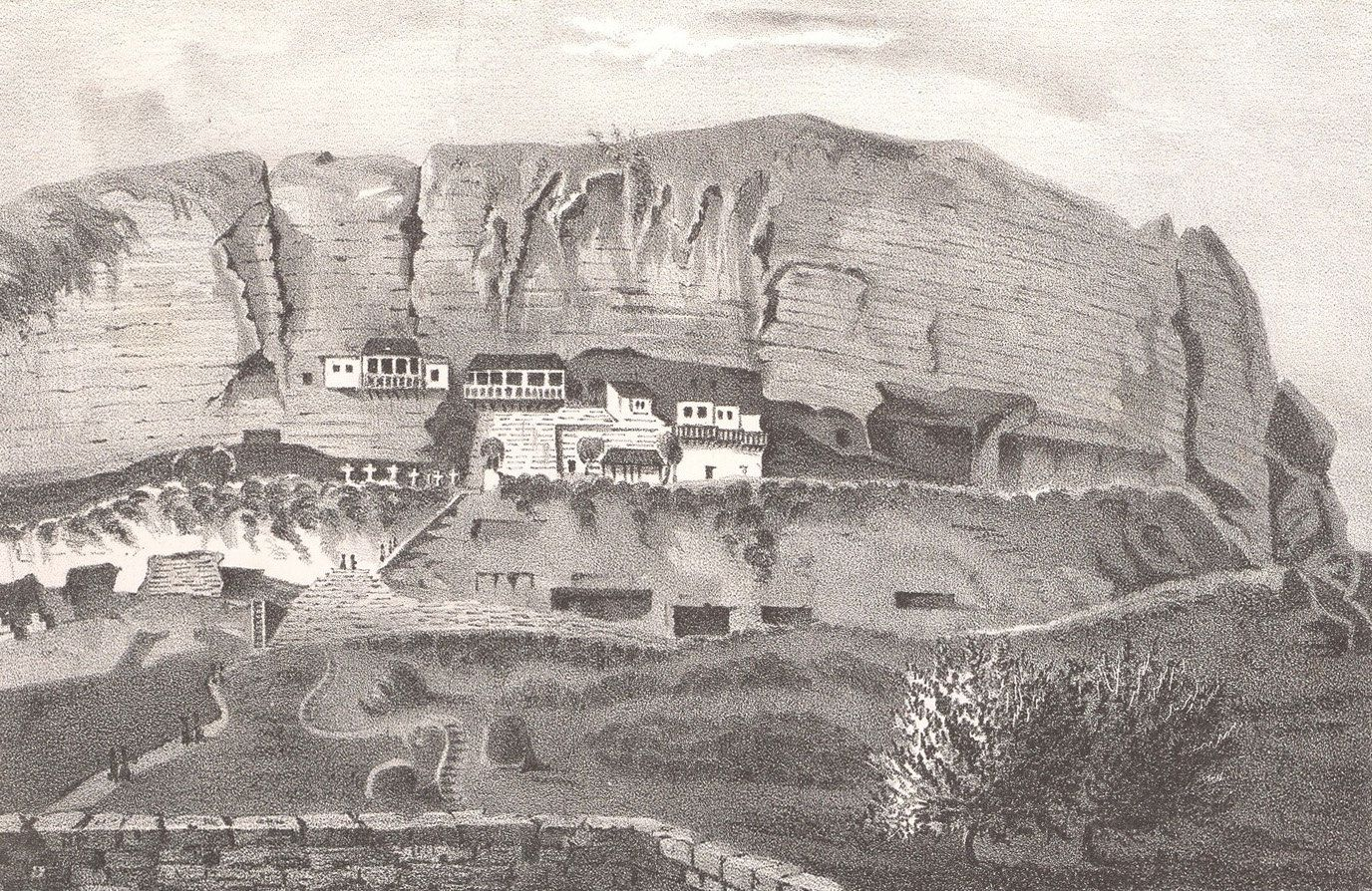
Sur une gravure de Frédéric DuBois de Montperreux.
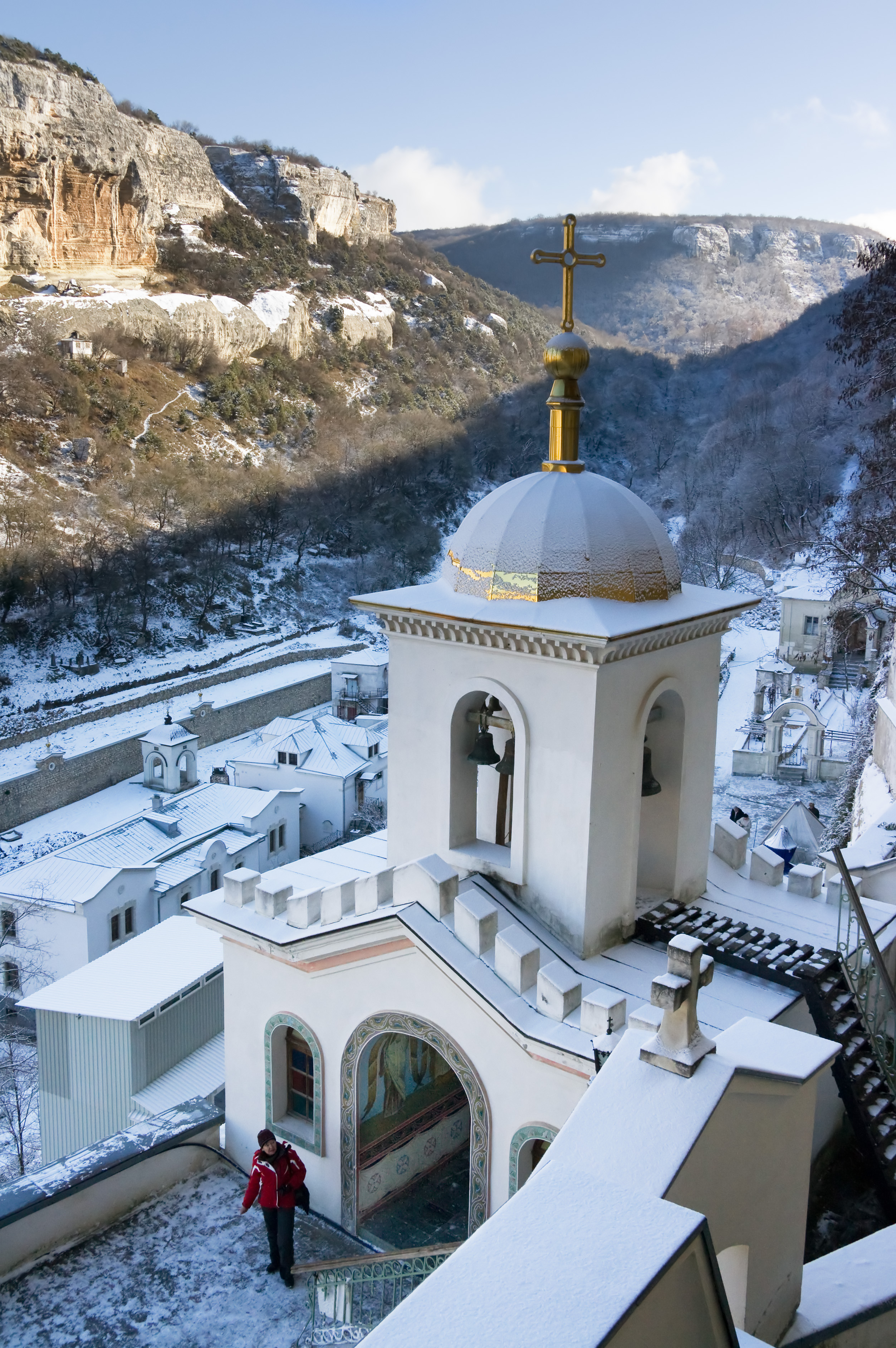
Le clocher classé
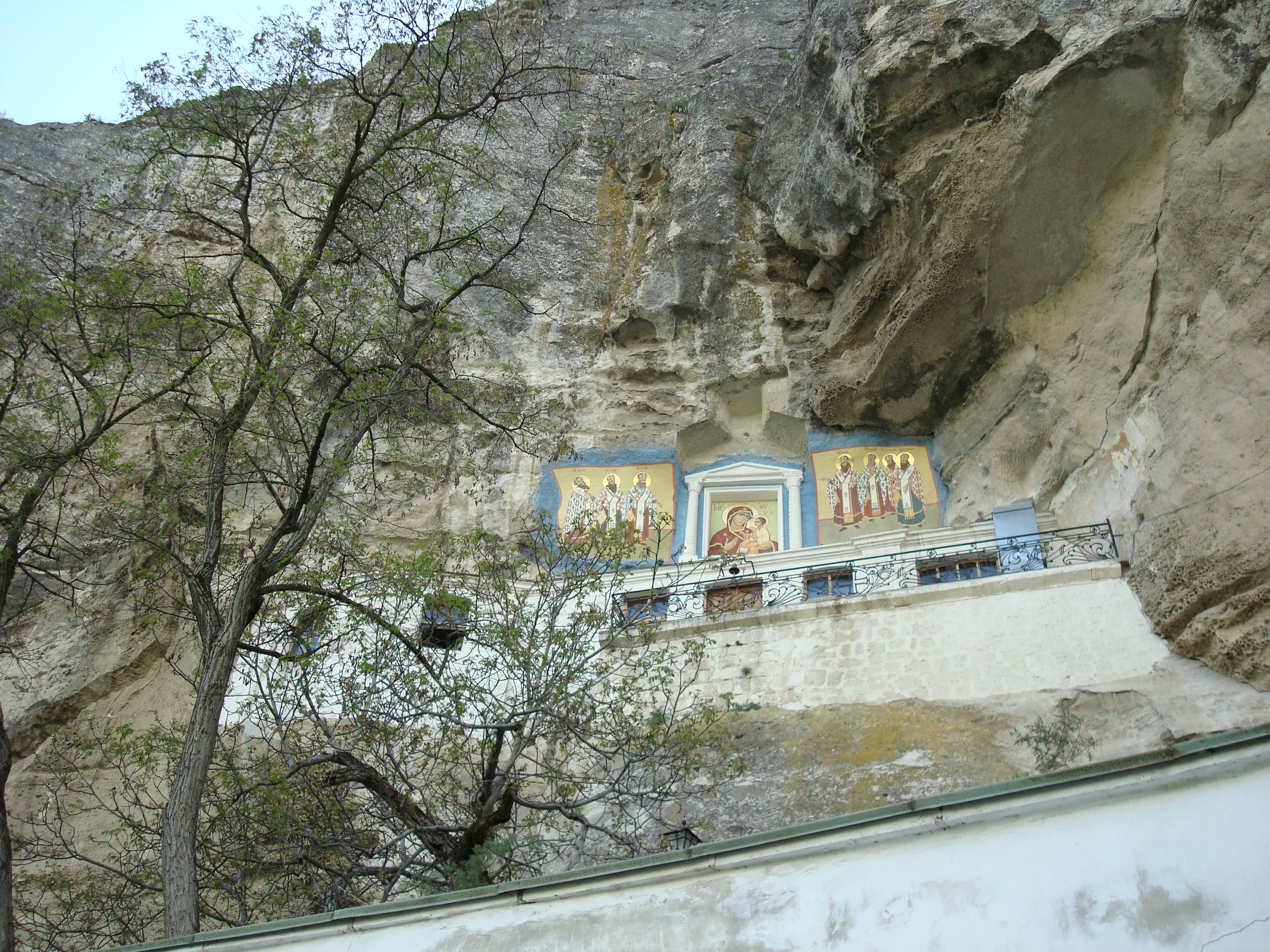
et les icônes
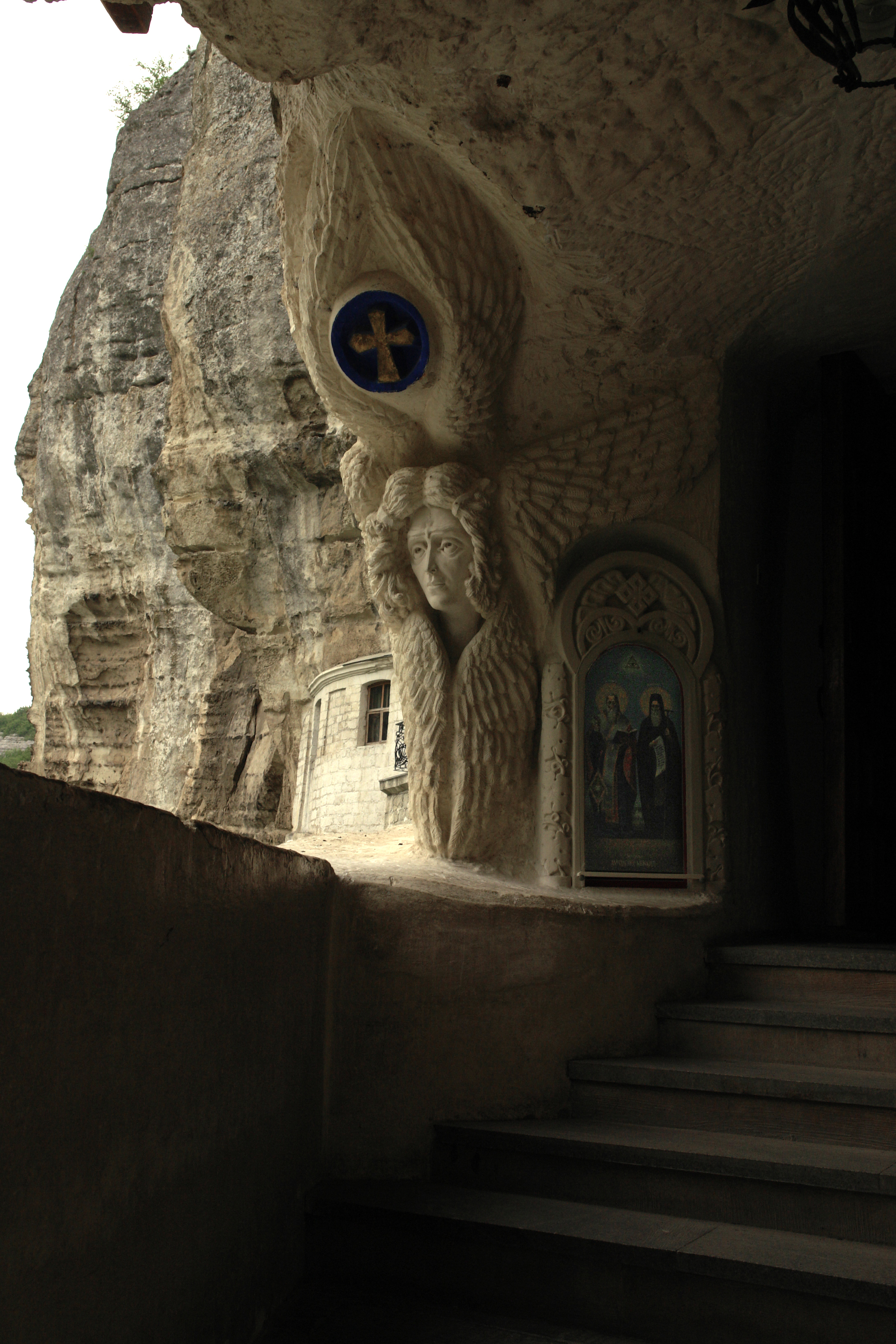
de l'église de la Dormition classée[4].
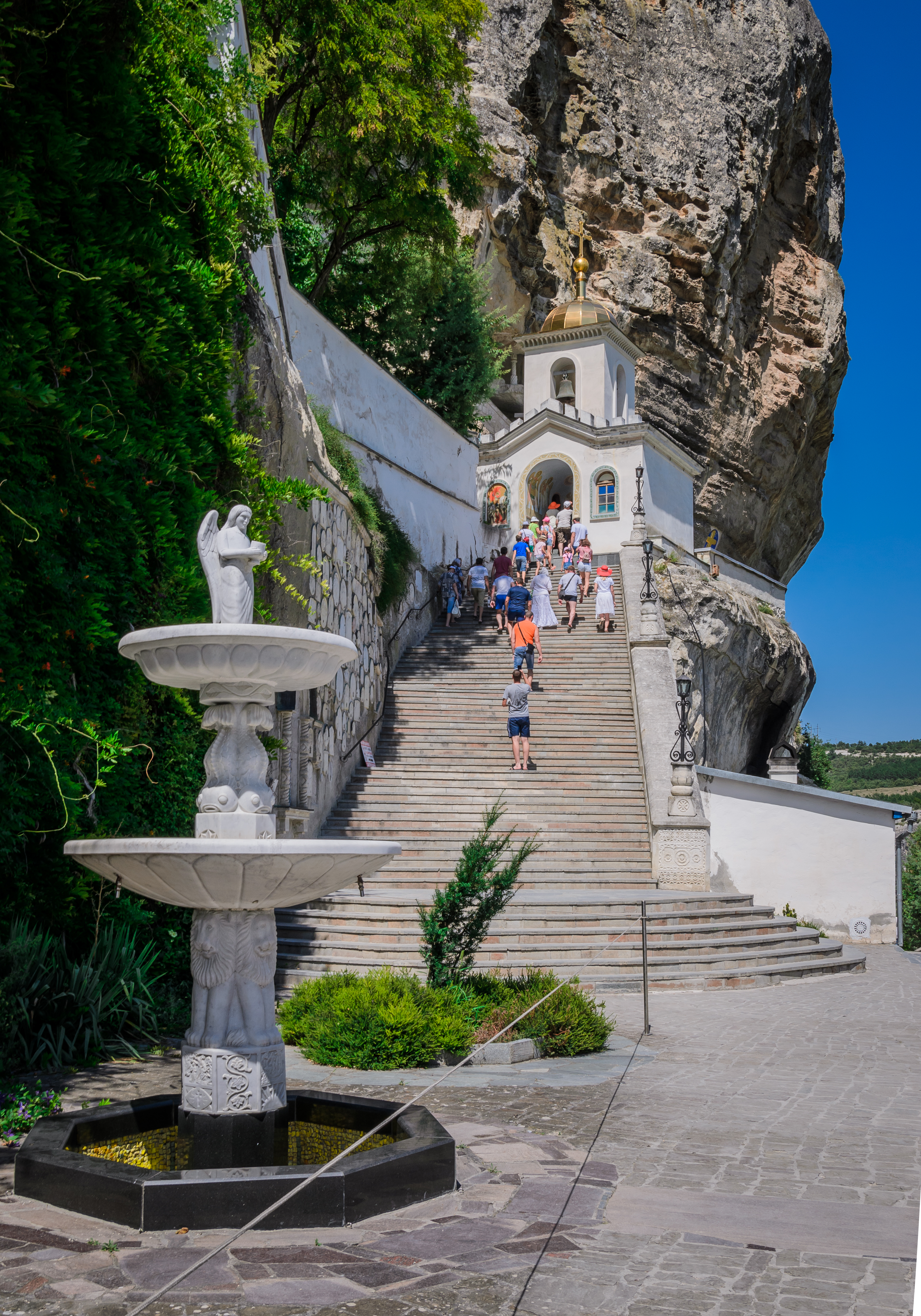
Fontaine Ouspensky.
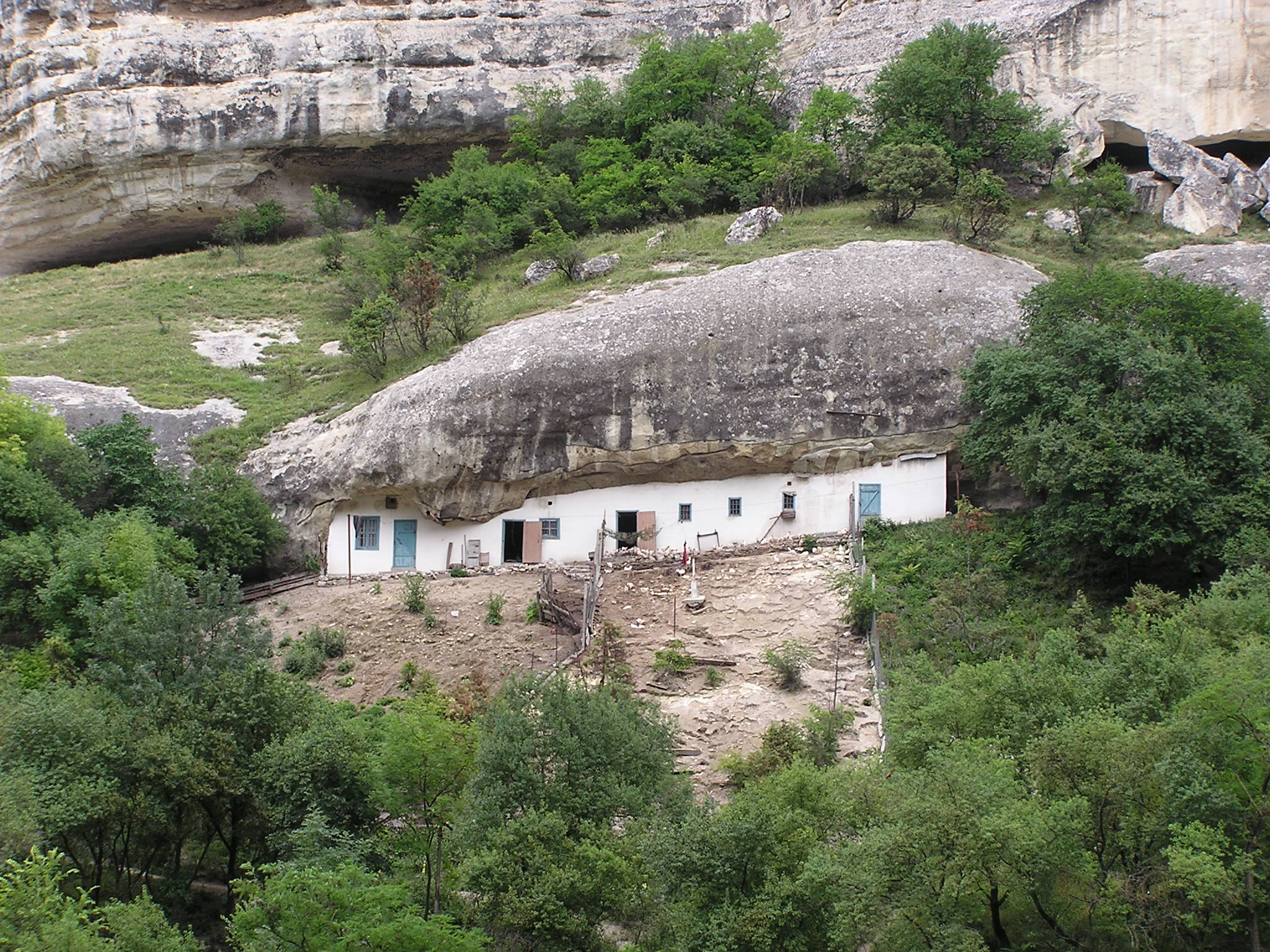
Bâtiment
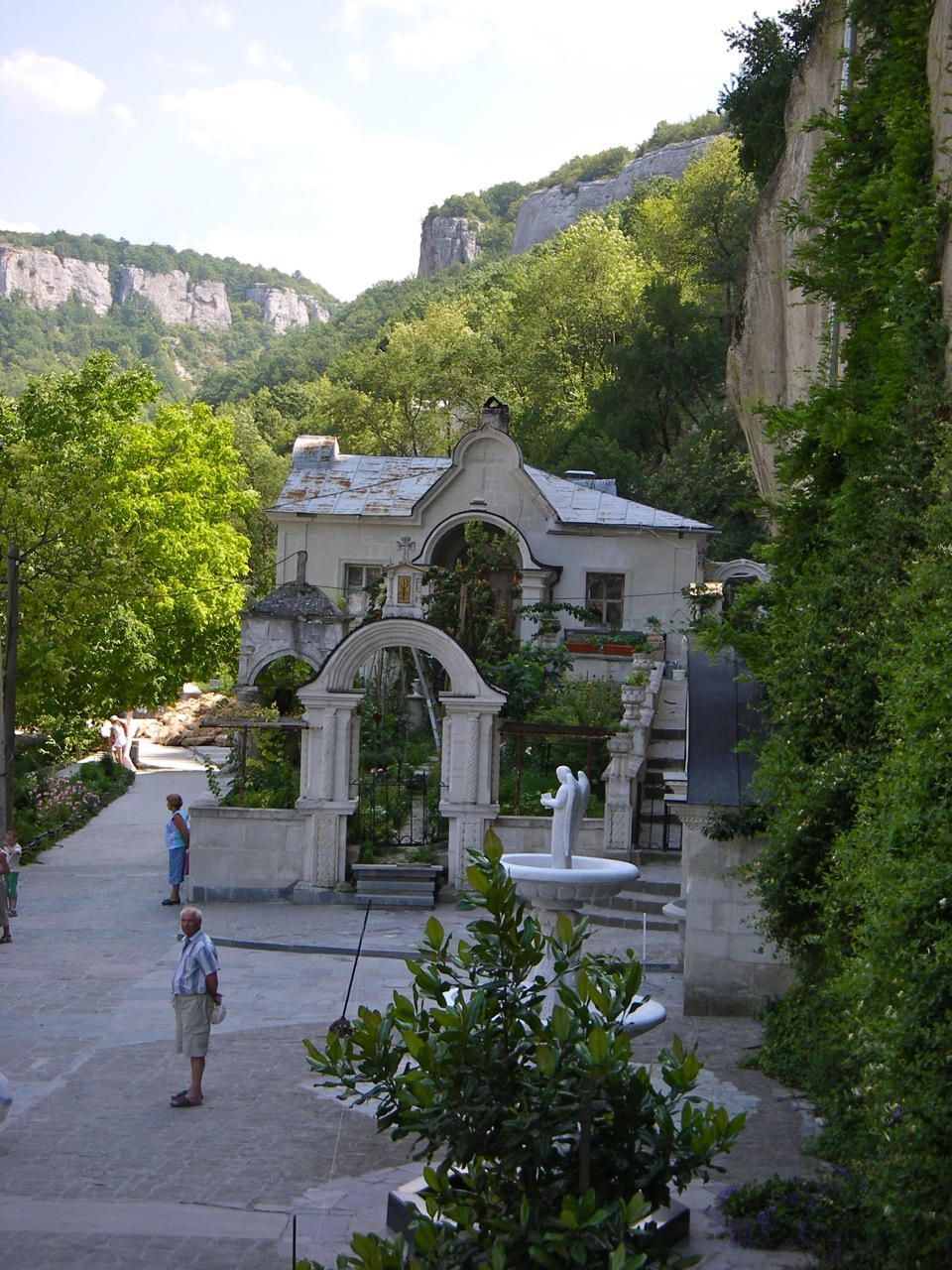
et maison de l'abbé classée[5].
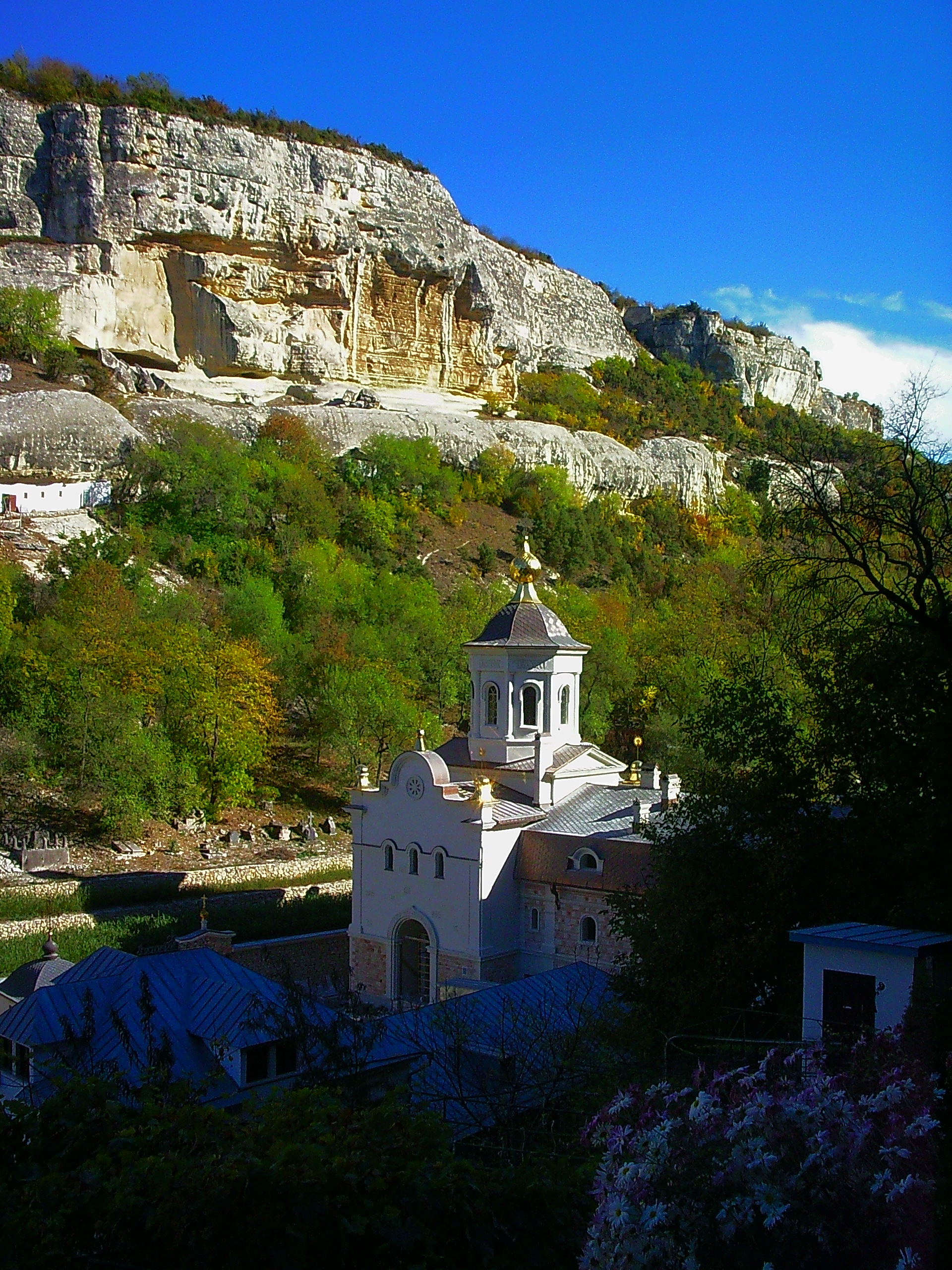
Eglise st-Spiridon.
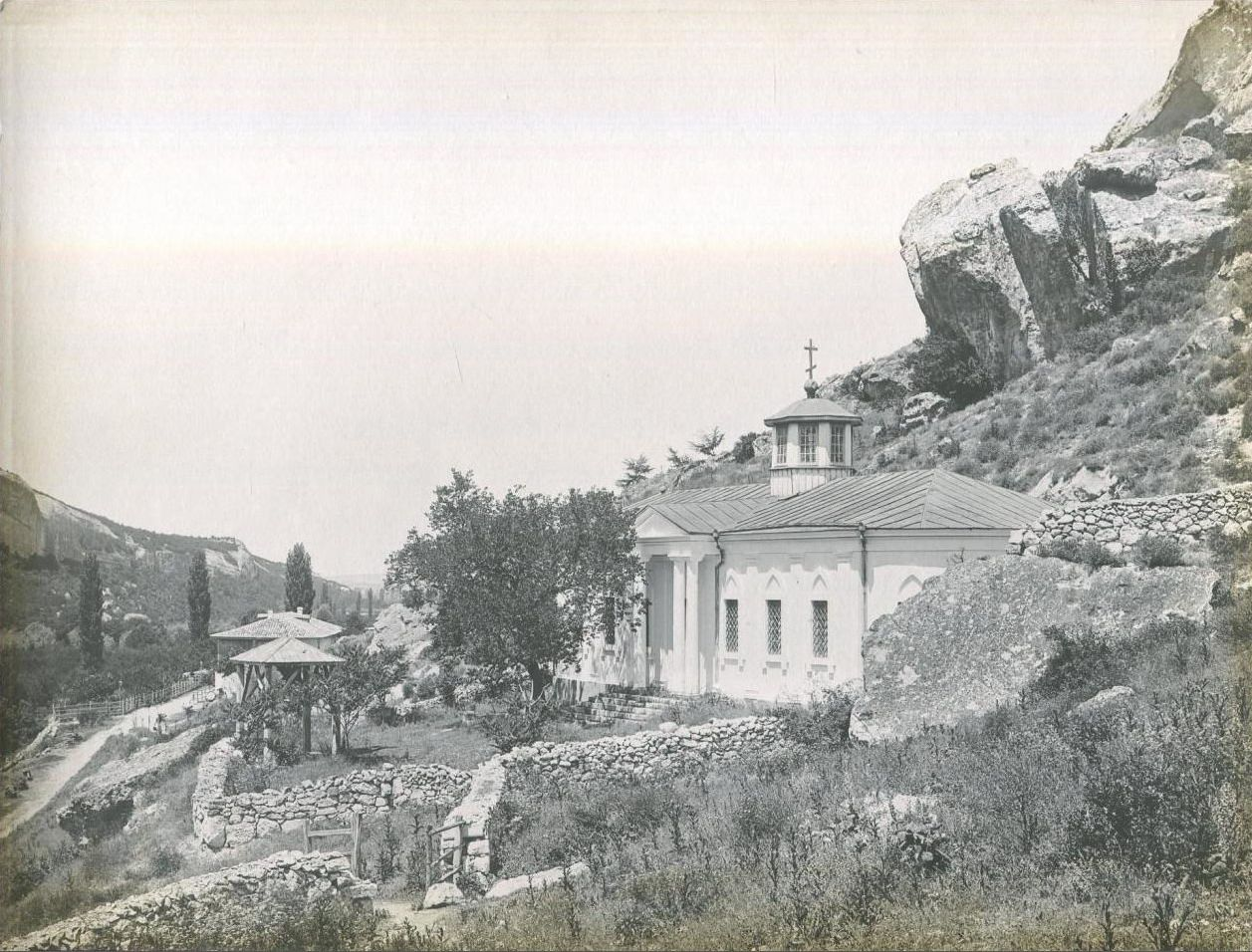
Monastère ste-Anastasie de Katchi-Kalon en 1910.
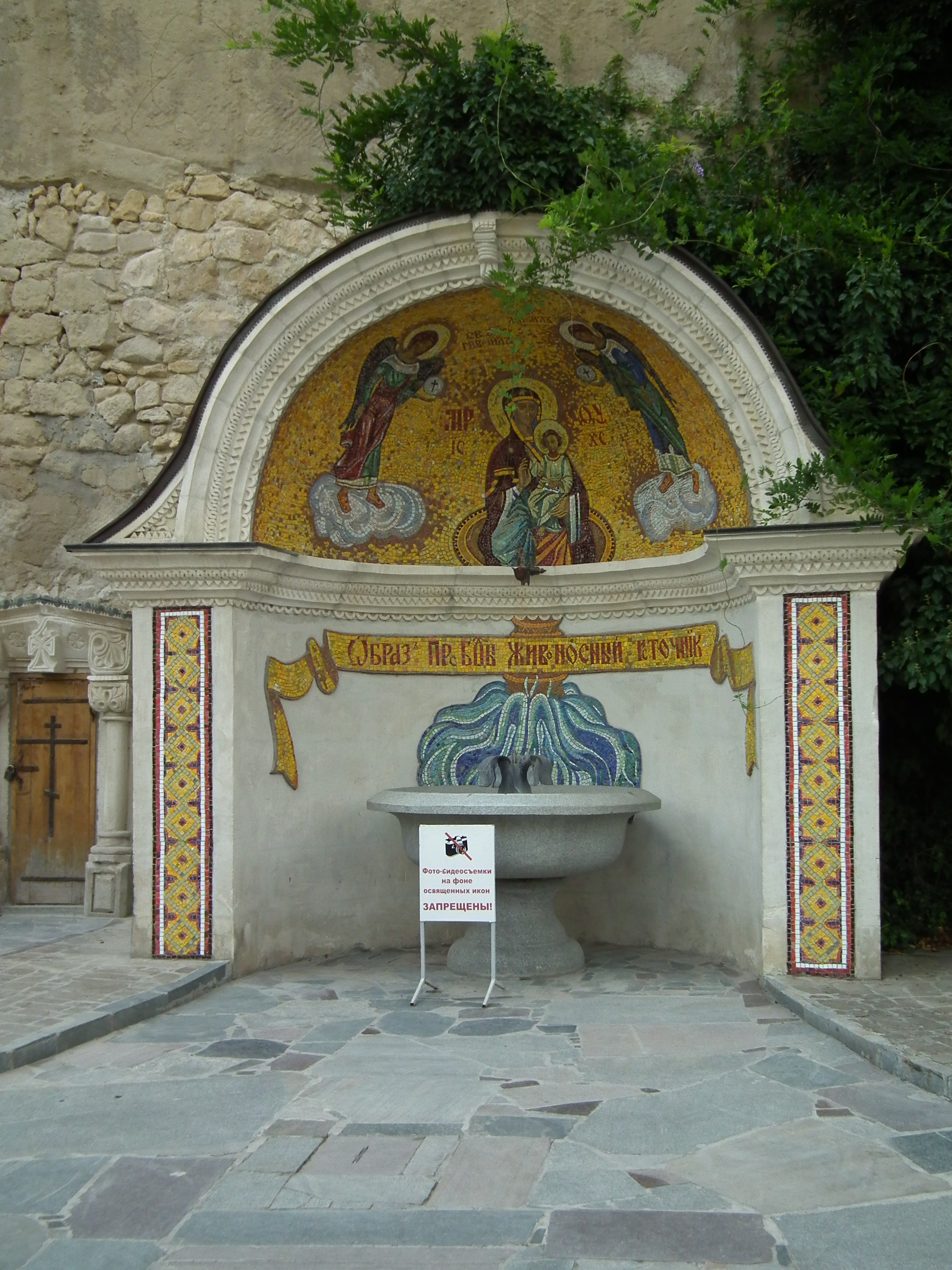
Source.